# Star Trek: 25th Anniversary (videogioco 1992)
Star Trek: 25th Anniversary è un videogioco del genere avventura grafica sviluppato e pubblicato da Interplay nel 1992. Si tratta di uno dei primi videogiochi di successo dedicato alla serie televisiva di Star Trek. La versione CD-ROM è doppiata dagli attori della serie originale di Star Trek, che interpretano i loro vecchi personaggi.

## Trama
Il gioco non possiede una trama unica, ma è suddiviso in sette episodi che si svolgono su altrettanti pianeti. Tra uno e l'altro, occorre guidare la nave stellare Enterprise e dare ordini all'equipaggio, oltre che occasionalmente combattere contro navi nemiche. Durante gli sbarchi è possibile utilizzare, con un'interfaccia punta e clicca, James T. Kirk, Spock e McCoy, accompagnati da alcuni membri della sicurezza.

### Episodi
1. Demon World: alcuni coloni appartenenti a una setta religiosa hanno dichiarato di essere stati attaccati da demoni vicino a una miniera. Kirk dovrà investigare e scoprire la verità sulle creature.
2. Hijacked: la USS Masada non risponde alle chiamate: verrà scoperto che è stata catturata da pirati Elasi, che stanno tenendo l'equipaggio in ostaggio.
3. Love's Labor Jeopardized: l'equipaggio dell'enterprise se la dovrà vedere con i romulani, che hanno attraversato la zona neutrale e attaccato la stazione di ricerca Ark 7; l'attacco ha anche causato un incidente radioattivo.
4. Another Fine Mess.....: mentre risponde ad una chiamata di una nave attaccata da pirati, l'Enterprise scoprirà che è coinvolto una vecchia conoscenza: Harry Mudd. C'è da investigare anche la misteriosa presenza del relitto di un vascello sconosciuto.
5. Feathered Serpent: una flotta di navi dell'impero Klingon è in procinto di attraversare lo spazio della Federazione per inseguire un "criminale di guerra". L'enterprise dovrà trovare questa persona e prevenire una guerra.
6. That Old Devil Moon: i dispositivi sull'Enterprise hanno rilevato una strana energia provenire da un grosso asteroide: verrà scoperta al suo interno un'antica base missilistica nucleare, incurante del fatto che la guerra è terminata 1000 anni prima. Kirk e compagni dovranno prevenire la distruzione di una civiltà.
7. Vengeance: l'Enterprise risponde a una chiamata di emergenza dalla USS Republic, ma arriva troppo tardi. Occorrerà scoprire l'artefice della distruzione e fermarlo prima che sia troppo tardi. Nella versione CD-ROM del gioco, questa missione è più lunga e complessa rispetto a quella in floppy.

## Versioni console
Un videogioco dal medesimo titolo, ma con differente sviluppatore e impostazione, è uscito nel 1991 per Nintendo Entertainment System e Game Boy.